# كلية الهندسة (جامعة الفيوم)
أنشئت كلية الهندسة (جامعة القاهرة) فرع الفيوم بصدور قرار رئيس مجلس الوزراء رقم 1142 لسنة 1976م وبدأت الدراسة الفعلية بالكلية اعتباراً من العام الجامعى 1983/1984م، إلي أن انفصلت بعد ذلك لتصبح كلية الهندسة جامعة الفيوم .

## تاريخ الكلية
- أنشئت كلية الهندسة جامعة القاهرة فرع الفيوم بصدور قرار رئيس مجلس الوزراء رقم 1142 لسنة 1976م وبدأت الدراسة الفعلية بالكلية اعتباراً من العام الجامعى 1983/1984م وفقاً للائحة الداخلية لكلية الهندسة جامعة القاهرة في عام 1973م، وكانت كلية الهندسة بالفيوم تشمل قسم الهندسة المدنية فقط - وبدأت تخرج أولى دفعاتها من عام 1988م.

وكانت الكلية في هذا الوقت تشغل جزء في مبنى كلية الزراعة بالفيوم وظلت كذلك حتى تم إنشاء مقر لها يتكون من مبنيين انتقلت إليه في العام الجامعي 1988- 1989م، وتم عمل توسعات في المبنى لاستيعاب الأقسام الجديدة التي استحدثت في الكلية كما تم إنشاء مبنى ثالث يتضمن مكتبة وورش ومعامل تخدم الأقسام المختلفة بالكلية
.
شهدت الكلية في السنوات الأخيرة الكثير من التطورات لعل من أهمها:
- ظلت الكلية منذ نشأتها في عام 1983م تطبق اللائحة الداخلية الخاصة بكلية الهندسة جامعة القاهرة الصادرة في عام 1973م حتى صدر القرار الوزاري رقم (646) بتاريخ 20/6/1990م بإصدار لائحة خاصة بكلية الهندسة جامعة القاهرة بالفيوم
- صدور القرار الوزارى رقم (1140) في 28-8-1994م باستحداث قسم للهندسة الكهربية بشعبتيه (القوى والآلات الكهربية - الإلكترونيات والاتصالات) وقد بدأت الدراسة في هذا القسم في العام الجامعي 1994- 1995م
- صدور القرار الوزارى (96) بتاريخ 1-2-1995م بإنشاء قسم للهندسة المعمارية وقد بدأت الدراسة في هذا القسم في العام الجامعى 1995- 1996م
- صدور القرار الوزارى رقم 1845 بتاريخ 24-12-1995م والخاص ببدء برامج الدراسات العليا على مستوى الدبلوم والماجستير بقسم الهندسة المدنية
- صدور القرار الوزارى رقم (10) بتاريخ 2-1-1997م الخاص باللائحة الجديدة المطورة والتي تطبق الآن في الدراسة بالكلية
- صدور القرار الوزارى رقم (1136) بتاريخ 1-9-1998م بشأن قسم الهندسة الصناعية وبدأت الدراسة به اعتباراُ من العام الجامعى 2000-2001م
- وتضم الكلية الآن خمسة أقسام علمية وهي:
  - الهندسة المدنية
  - الهندسة المعمارية
  - الهندسة الميكانيكية
  - قسم الرياضيات والفيزياء الهندسية، وهو قسم لا يلتحق به الطلاب
  - قسم الهندسة الكهربية

## أقسام الكلية
تضم كلية الهندسة بجامعة الفيوم الآن 5 اقساماً علمياً رئيسياً.

## قسم الهندسة المعمارية
بدأت الدراسة في قسم العمارة عام 1995 وقد كان أول قسم عمارة يفتتح في منطقة شمال الصعيد، ولعب القسم في سنوات قليلة دورا رئيسيا وحيويا ليس فقط في العملية التعليمية ولكن أيضا في مجتمع مدينة الفيوم.
إن إطار العمل الرئيسي للقسم هو بناء مهارات الطلبة فيما يخص الإبداع، الخيال، وتكنيكات حل المشاكل، لمساعدتهم علي تعلم التصميم المعماري، التخطيط، والنظم العمرانية والبنائية علاوة علي أننا نصر علي بناء روح العمل الجماعي معا مع طلبتنا ومع مجتمعنا.
- مجلس القسم:

1. رئيس القسم: أ.د. أيمن محمد إسماعيل.
2. أ.د. هشام محمود عارف.
3. د. محمد شكر ندا.
4. د. شريف محمد صبرى العطار.
5. د. علي عصام الشاذلي.
6. د. منى حسن سليمان.
7. د. أمير صالح أحمد.
8. د. محمد عبد الفتاح أحمد إسماعيل.
9. د. شيماء أحمد مجدي.
10. د. وليد حسين على حسين.
11. د. ماجد محمد أبو العلا محمد.

## قسم الهندسة المدنية
يعتبر قسم الهندسة المدنية بالكلية هو أقدم الأقسام بها حيث بدأت الدراسة بالقسم في العام الجامعي 1983 / 1984 وتخرجت الدفعة الأولى عام 1988.
ظل القسم يعمل تحت مظلة لائحة قسم مدني لكلية الهندسة جامعة القاهرة (الكلية الأم) منذ عام 1983 حتى عام 1990. ثم صدرت لائحة جديدة للقسم في عام 1990 واستمرت حتى عام 1996.
تم تطوير اللائحة عدة مرات كان آخرها اللائحة الحالية التي تم تطبيقها في عام 2004، ويمنح الطالب في نهاية الدراسة درجة بكالوريوس في الهندسة المدنية.
صدر القرار الوزاري الخاص ببدء برنامج الدراسات العليا على مستوى الدبلوم والماجستير للقسم المدني في ديسمبر 1995 وبدأت الدراسات العليا فاعليتها عام 1996.
ويركز القسم المدني في دراسته حول كيفية تصميم وتنفيذ المشروعات المدنية التي لا غنى للمجتمعات المتحضرة عنها. وتتمحور الدراسة بالقسم المدني بالكلية في عدة محاور وهي:-
1. مجموعة العلوم الإنشائية.
2. مجموعة علوم المياه (الري والهيدروليكا).
3. مجموعة علوم الأساسات وميكانيكا التربة.
4. مجموعة علوم هندسة الطرق والمطارات.
5. مجموعة علوم المساحة والجيوديسيا.
6. مجموعة علوم الهندسة الصحية.

## قسم الرياضيات والفيزيقا الهندسية
القسم مسئول عن تعليم مناهج العلوم الهندسية الأساسية للطلاب في السنة الإعدادية من الكلية وأيضا للطلاب في كل الفروع الهندسية، وتشمل هذه المناهج علي الرياضيات، الفيزياء، الميكانيكا، الرسم الهندسي والإسقاط، الكيمياء، الحاسبات، اللغة الإنجليزية الفنية، وتاريخ العلوم الهندسية.
يضم القسم نخبة من أعضاء هيئة التدريس ومعاونيم عددهم 14 يعملون علي الحصول علي درجات الماجستير ودكتوراه الفلسفة في الرياضيات الهندسية، والفيزياء الهندسية، والميكانيكا الهندسية، وعلوم الحاسب الآلي.
تتضمن مجالات البحث لأعضاء القسم علم الجبر، الهندسة التحليلية، التحليل العددي، المعادلات التفاضلية الجزئية، المويجات، تحليل فوريرالكسرى، الفيزياء الذرية، الفيزياء النووية، فيزياء البلازما، فيزياء أشباه الموصلات وعلم الروبوت.

## قسم هندسة كهربائية
يعمل مهندسو الكهرباء تقريبا في كل أنواع الصناعات (محطات القوي الكهربية، شبكات القدرة الكهربية، المنشآت الصناعية، هندسة البرامج، مجال الإلكترونيات والاتصالات وخدمات التليفون).
هناك العديد من مجالات اهتمام وأنشطة مهندسي الكهرباء المهنية وتشمل الأنشطة المهنية علي التصميم، دراسات الجدوى، اختبار وصيانة المنشآت الصناعية والأجهزة. قسم الهندسة الكهربية ملتزم بتقديم مستويات ممتازة في الدراسة، البحث وخدمة المجتمع كما يعمل القسم علي تدريس أحدث المناهج العلمية والبرامج التي تزود الطلبة بالخبرة المناسبة لكي يكسبون درجاتهم في مجال الهندسة الكهربية في مصر.
يعتبر القرن الحادي والعشرون هو عهد نظم الحاسبات الرقمية والاتصالات الإلكترونية، ولذلك فان جزء من النشاطات الفرعية للقسم تركز علي الأجهزة الإلكترونية والدوائر الكهربية التي تشكل أساسيات الحاسبات الإلكترونية.

## قسم الهندسة الصناعية
أنشئ قسم الهندسة الصناعية في عام 1999 لتدعيم العلاقة بين جامعة القاهرة فرع الفيوم والشركات الصناعية في شمال صعيد مصر كما يهتم القسم بتدريس مناهج العلوم الأساسية للهندسة الصناعية للطلاب في السنوات الأولى كما في سنوات التدريب النهائية.مجالات البحث لاعضاء القسم تتضمن الإنتاج، إدارة وتوكيد الجودة، إدارة المشروعات، الصيانة وتطبيقات الحاسب في التصنيع، تكنولوجيا اللحام وتكنولوجيا التصنيع.

## وصلات خارجية
- كلية الهندسة جامعة الفيوم
- منتدى قسم الهندسة المعمارية
- قسم الهندسة المعمارية-كلية الهندسة جامعة الفيوم
- قسم الهندسة المدنية-كلية الهندسة جامعة الفيوم
- قسم الهندسة الصناعية-كلية الهندسة جامعة الفيوم
- قسم الرياضيات والفريقا الهندسية -كلية الهندسة جامعة الفيوم